# Twilight of the Thunder God
Twilight of the Thunder God je sedmé studiové album švédské death metalové kapely Amon Amarth, které bylo vydáno 29. září 2008. Album je založeno na souboji boha Thóra s mořským hadem Jörmungandrem.

## Seznam skladeb
Všechny skladby napsal(i) Amon Amarth. 
| Pořadí         | Název                             | Délka |
| -------------- | --------------------------------- | ----- |
| 1.             | Twilight of the Thunder God       | 4:10  |
| 2.             | Free Will Sacrifice               | 4:09  |
| 3.             | Guardians of Asgaard              | 4:23  |
| 4.             | Where Is Your God?                | 3:11  |
| 5.             | Varyags of Miklagaard             | 4:18  |
| 6.             | Tattered Banners and Bloody Flags | 4:30  |
| 7.             | No Fear for the Setting Sun       | 3:54  |
| 8.             | The Hero                          | 4:02  |
| 9.             | Live for the Kill                 | 4:10  |
| 10.            | Embrace of the Endless Ocean      | 6:44  |
| Celková délka: | Celková délka:                    | 43:34 |

| Bonus CD/DVD: Live at Summer Breeze 2007 | Bonus CD/DVD: Live at Summer Breeze 2007 | Bonus CD/DVD: Live at Summer Breeze 2007 |
| Pořadí                                   | Název                                    | Délka                                    |
| ---------------------------------------- | ---------------------------------------- | ---------------------------------------- |
| 12.                                      | Intro                                    | 2:38                                     |
| 13.                                      | Valhall Awaits Me                        | 4:48                                     |
| 14.                                      | Runes to My Memory                       | 4:45                                     |
| 15.                                      | Cry of the Black Birds                   | 4:34                                     |
| 16.                                      | Asator                                   | 3:35                                     |
| 17.                                      | Pursuit of Vikings                       | 5:50                                     |
| 18.                                      | Fate of Norns                            | 6:50                                     |
| 19.                                      | Without Fear                             | 4:31                                     |
| 20.                                      | With Oden on Our Side                    | 4:47                                     |
| 21.                                      | Where Silent Gods Stand Guard            | 7:31                                     |
| 22.                                      | An Ancient Sign of Coming Storm          | 4:56                                     |
| 23.                                      | Victorious March                         | 8:47                                     |
| 24.                                      | Death in Fire                            | 6:02                                     |
| Celková délka:                           | Celková délka:                           | 69:34                                    |

## Obsazení
- Johan Hegg – zpěv
- Olavi Mikkonen – kytara
- Johan Söderberg – kytara
- Ted Lundström – baskytara

### Hosté
- Lars Göran Petrov (Entombed) – vokály na písni Guardians of Asgaard
- Roope Latvala (Children of Bodom) – kytarové sólo na písni Twilight of the Thunder God
- Eicca Toppinen (Apocalyptica) – violoncello na písni Live for the Kill
- Ronny Milianowicz – žešťové nástroje, vokály